# Широкий (Базарносызганский район)
Широкий — посёлок в Базарносызганском районе Ульяновской области. Входит в состав Папузинского сельского поселения.

## География
Населённый пункт расположен в 20 километрах к юго-западу от рабочего посёлка Базарный Сызган — административного центра района. Расстояние до Ульяновска — 142 километра.

### Часовой пояс
Широкий, как и вся Ульяновская область, находится в часовой зоне МСК+1. Смещение применяемого времени относительно UTC составляет +4:00.

## История
По данным на 1913 год, посёлка не ещё существовало.

## Население
| 2010 |
| ---- |
| 32   |

В 1996 году проживало 48 человек.

## Инфраструктура
В посёлке расположена всего одна улица: Широкая.